# Forêts humides Gondwana de l'Australie
Les forêts humides Gondwana de l’Australie (en anglais : Gondwana Rainforests of Australia) comprennent huit ensembles différents dont la superficie totale se monte à 3 665 km2, rassemblées autour de la frontière Nouvelle-Galles du Sud - Queensland. Elles sont inscrites sur la liste du patrimoine mondial de l'UNESCO depuis 1986. Sont inclus depuis le début les sites de la Nouvelle-Galles-du-Sud (3 600 km2) et les sites du Queensland depuis 1994 (592 km2).
Les réserves du Queensland incluent le parc national de Lamington, le parc national de Springbrook, le parc national du mont Barney, le parc national du Main Range, et 37 autres parcs nationaux et zones protégées. 

## Aires protégées
Le parc est composé de 44 aires protégées qui sont situées dans deux États australiens, la Nouvelle-Galles du Sud et le Queensland.

### Groupe Main Range (Queensland)
- Réserve de Flore d'Acacia Plateau
- Parc national du Main Range
- Parc de conservation de Spicers Gap
- Forêt d'État Goomburra (partie)
- Forêt d'État de Spicers Gap (partie)
- Forêt d'État Gilbert (partie)
- Forêt d'État d'Emu Vale (partie)
- Forêt d'État Gambubal (partie)
- Forêt d'État Teviot (partie)

### Groupe Focal Peak (Nouvelle-Galles du Sud / Queensland)
- Réserve de flore de Captains Creek (partie)
- Parc national Mallanganee
- Parc national du Mont Clunie (partie)
- Parc national du Mont Nothofagus (partie)
- Parc national Tooloom (partie)
- Parc national Toonumber (partie)
- Forêt d'État de Burnett Creek (partie)
- Parc national du mont Barney
- Parc national de Richmond Range

### Groupe Shield Volcano (Nouvelle-Galles du Sud / Queensland)
- Réserve de flore Amaroo
- Parc national des Border Ranges (partie)
- Parc national de Lamington
- Réserve naturelle Limpinwood
- Parc national Mebbin (partie)
- Parc national du Mont Chinghee
- Parc national du Mont Warning (partie)
- Parc national Nightcap (partie)
- Réserve naturelle Numinbah
- Parc national de Springbrook (partie)
- Rabbitt Board Paddock Reserves (5 lots)
- Prison Purposes Land (2 lots)

### Réserve naturelle Iluka
- Réserve naturelle Iluka

### Washpool et Gibraltar Range
- Parc national de Gibraltar Range (frontière de 1963)
- Parc national Washpool (frontière de 1983)

### Groupe de la Nouvelle-Angleterre
- Réserve naturelle du Mont Hyland (partie)
- Parc national Dorrigo (partie)
- Parc national de la Nouvelle-Angleterre (partie)
- Parc national Cunnawarra (partie)

### Groupe Hastings-Macleay
- Parc national Willi Willi (partie)
- Réserve de flore The Castles
- Réserve naturelle du Mont Seaview
- Parc national des Oxley Wild Rivers (partie)
- Parc national Werrikimbe(partie)

### Région de Barrington Tops
- Parc national de Barrington Tops (partie)
- Parc national du Mont Royal (partie)